# 김기범 (야구 선수)
김기범(金基範, 1965년 12월 13일 ~ )은 전 KBO 리그 LG 트윈스의 투수이다.

## 출신 학교
- 축현초등학교
- 동인천중학교 → 충암중학교 (중3때 전학)
- 충암고등학교
- 건국대학교